# Minona Corona
La Minona Corona è una struttura geologica della superficie di Venere.